# Catuji
Catuji là một đô thị thuộc bang Minas Gerais, Brasil. Đô thị này có diện tích 421,016 km², dân số năm 2007 là 6597 người, mật độ 17,9 người/km².